# Хватач снова
У неким културама Индијанаца, хватач снова је ручно прављени предмет заснован на обручу од врбе, на којој је уткана лабава мрежа. Хватач снова је тада украшен бисерима или перјем.

## Порекло
Хватач снова је настао у индијанским племенима, а касније су усвојени од стране неких суседних народа кроз бракове и трговине. То није било све до пан-индијског покрета из 1960их и 1970их, који су усвојени од стране Индијанаца из више различитих народа. Неки сматрају хватач снова симбол јединства између различитих племена, и општи симбол идентификације Индијанаца или првих нација култура. Међутим, многи други Американци тврде да је хватач снова претерано комерцијализован, офанзивно злоупотребљаван и злоупотребљен од стране не-домородаца.
Традиционално, Ојибва(Индијанско племе) праве хватач снова везујући жиле праменова у мрежу око малог круга или одсецањем обликованог оквира од врбе. Добијен "хватач снова", виси изнад кревета, користи се као шарм спасавања људи, обично деце, из ноћне море. Познато је и да хватаче снова смеју правити само мушкарци, у супротном они губе своју намену и значај.
Ојибва верују да хватач снова мења снове неке особе. По Конраду Ј. Кавецзинском, "Само добри снови ће бити дозвољени да филтрирају кроз ... Лоши снови ће остати у ухваћени, нестају са светлости дана". Лепи снови ће проћи кроз и спуштати се низ перје на спавача.
Друго објашњење порекла Лакота, "ноћне море пролазе кроз рупе , добри снови су заробљени у мрежу, а затим се спуштају низ перје на лице спавача."

## Делови хватача снова
Сваки део хватача снова има своје значење, од обруча све до бројанице на мрежи.

## Популаризација
Разне врсте "хватача снова", од којих многи имају мало сличности са традиционалним стиловима, сада се, излаже и продаје појединцима. Према Филип Џенкинсу, то се сматра од стране многих традиционалних Индијанаца и њихових присталица да буде непожељан облик културног присвајања.
Популарности ове амајлије допринео је и амерички писац хорор романа Стивен Кинг, својим романом "Замка за снове", који је у Србији први пут објављен 2001. године. Према овом роману касније је снимљен и истоимени филм.